# تصویر کلر
تصویر کلر (به انگلیسی: Picture Claire) فیلمی محصول سال ۲۰۰۱ و به کارگردانی بروس مک‌دانلد است. در این فیلم بازیگرانی همچون جولیت لوئیس، جینا گرشان، میکی رورک، کلوم کیت رنی، کامیلا رادرفورد و باربارا ایو هریس ایفای نقش کرده‌اند.